# Ensifera
Ensifera é a subordem da ordem dos ortópteros, que compreende os insetos comumente conhecidos como grilos e esperanças.

## Características
Esta subordem é caracterizada pelos seguintes aspectos:
- fémur traseiro pouco desenvolvido (comparado com o grosso fémur dos Caelifera)
- antenas em forma de filamento, com mais do que trinta segmentos (os Caelifera têm menos)
- longo ovopositor, em forma de espada (por vezes em forma de agulha), com seis válvulas internas (apenas quatro nos Caelifera)
- tarsos com três ou quatro segmentos
- nas famílias "cantoras", as asas anteriores são modificadas para estridular, possuindo um veio denteado (lima) e um raspador, e áreas membranosas que ressoam e amplificam os sons
- tímpano (órgão da audição) na parte dianteira da tíbia

## Taxonomia
- Superfamília Gryllacroidea
  - Gryllacrididae - grilo-camelo
  - Rhaphidophoridae - grilo-da-caverna
  - Schizodactylidae - grilo-das-dunas
  - Stenopelmatidae - grilo-rei
- Superfamília  Grylloidea
  - Gryllidae - grilo-verdadeiro
  - Gryllotalpidae - grilo-toupeira, paquinha
  - Mogoplistidae
  - Myrmecophilidae
- Superfamília  Tettigonioidea
  - Anostostomatidae - grilo-rei
  - Bradyporidae
  - Haglidae
  - Phaneropteridae
  - Tettigoniidae - esperança